# The Emperor's New School
Trường học mới của hoàng đế là một bộ phim hoạt hình nhiều tập phát sóng trên Disney Channel (Hoa Kỳ) và kênh Disney châu Á. Từ tháng 1 năm 2006 - tháng 11 năm 2008. Bộ phim xoay quanh nhân vật chính Kuzco, một hoàng đế trẻ kiêu căng, học dốt và những người bạn của anh ta. Kuzco có nhiệm vụ phải tốt nghiệp Học viện Kuzco (Kuzco Academy) nếu không sẽ bị tước ngôi hoàng đế cho Yzma, một phụ nữ nham hiểm và độc ác. Vì vậy Yzma liên tục tìm mọi cách để làm hại Kuzco và nhiều tình huống hài hước giữa các nhân vật trong phim ra đời từ đó.

## Các nhân vật chính

### Kuzco
Kuzco là vị hoàng đế bị tước danh hiệu và có nhiệm vụ phải hoàn thành mọi khóa học tại Học viện Kuzco (Kuzco Academy) để giành lại danh hiệu của mình. Kuzco khá kiêu ngạo và tự cho minh là trên hết nhưng anh ta lại rất lười học và ham chơi. Kuzco thích Malina, cô nữ sinh xinh đẹp và xuất sắc nhất học viện. Kuzco thường là mục tiêu để Yzma hãm hại trong những kế hoạch của bà ta.

### Yzma
Yzma là một phụ nữ nham hiểm và độc ác. Nếu Kuzco thi trượt thì Yzma sẽ trở thành nữ hoàng và do vậy, bà luôn tìm đủ mọi cách để hãm hại Kuzco. Tại học viện Kuzco, bà hóa trang thành hiệu trưởng Amzy (AMZY là thứ tự viết bị đảo ngược của YZMA) và có một phòng thí nghiệm bí mật để chế ra các loại thuốc độc hãm hại Kuzco.

### Kronk
Kronk là một nam sinh cao to, khỏe mạnh nhưng lại rất ngốc nghếch và hay quên. Đồng thời, Kronk là trợ thủ đắc lực của Yzma trong những kế hoạch làm hại Kuzco. Nhiều khi sự ngốc nghếch của Kronk đã khiến cho những kế hoạch của Yzma bị đổ bể. Có lần sự ngốc nghếch của cậu đã giúp cho Kuzco qua được các môn thi.Cậu còn là một đầu bếp rất tài và cậu hay làm các món bánh cho Yzma.

### Malina
Malina là một nữ sinh thông minh và xinh đẹp, người luôn đạt điểm tối đa tại mọi kỳ thi trong trường. Malina là một người bạn thân của Kuzco và Kronk và thường giúp đỡ Kuzco vượt qua những kỳ kiểm tra khó khăn và chống lại những âm mưu của Yzma.

### PaCha
Trưởng làng nơi Kuzco sinh sống - một người chồng, một người cha của 3 đúa con và cũng là người cho Kuzco ở nhờ khi không còn là hoàng đế, Pacha đã cứu Kuzco 1 lần trong bộ phim The Emperor's New School.

### ChiCha
Vợ của PaCha giỏi giang trong việc nhà.